# 阿米尔卡雷·贝雷塔
阿米尔卡雷·贝雷塔（義大利語：Amilcare Beretta，1892年3月15日—？），意大利游泳、水球运动员。他曾代表意大利参加1908年夏季奥林匹克运动会游泳比赛和1920年夏季奥林匹克运动会水球比赛。